# Геймер

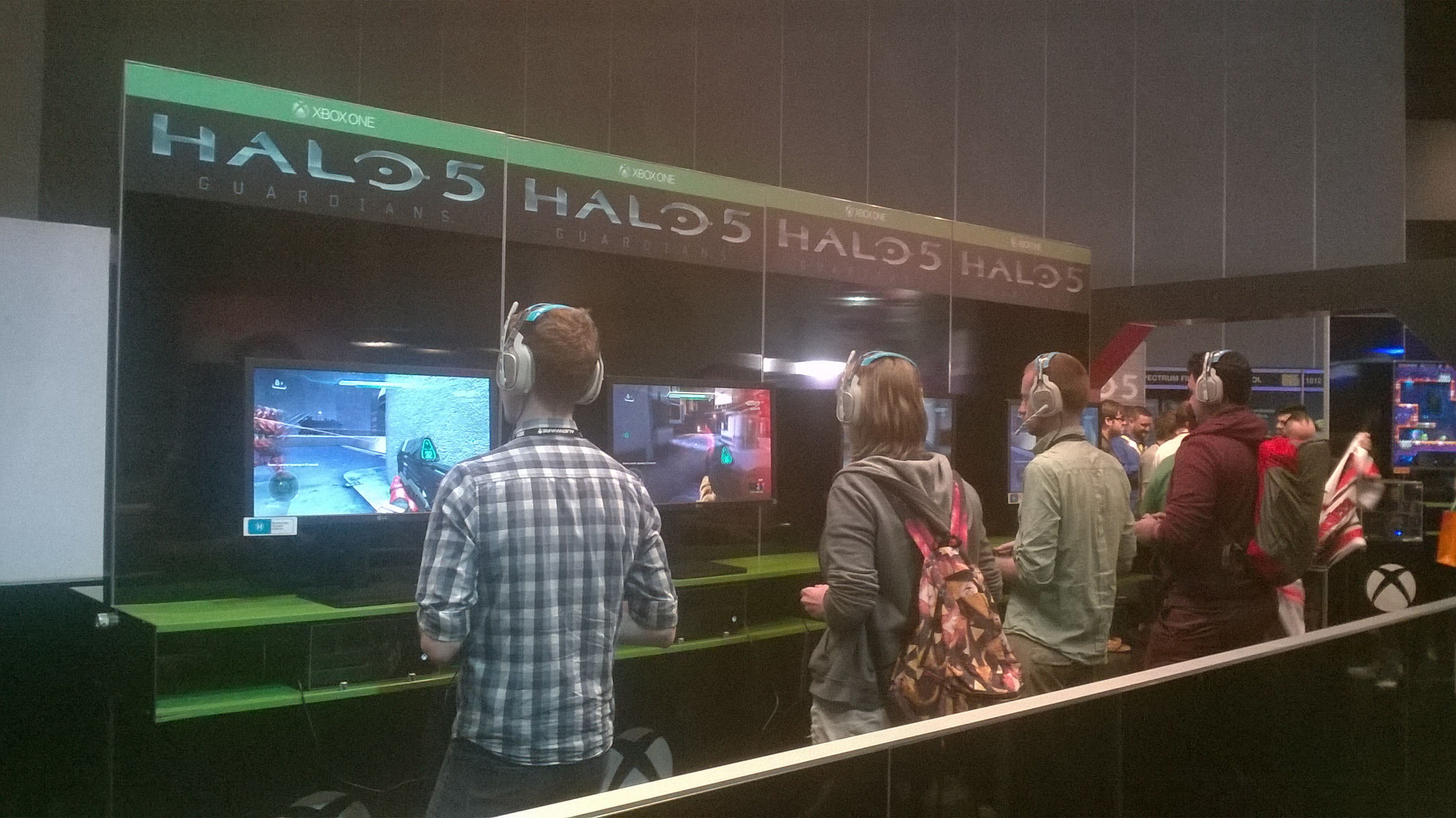
Відвідувачі виставки PAX Australia 2015 грають у відеогру

Ге́ймер (від англ. gamer — гравець) — людина, яка грає в інтерактивні ігри, особливо у відеоігри, настільні рольові ігри, а також картярські ігри, що базуються на навичках, і яка, як правило, грає протягом тривалого періоду часу.

## Типи геймерів
Історично, в індустрії та культурі відеоігор склалися підгрупи гравців.

### Казуальний геймер (англ.Casual gamer)
Людина, яка віддає перевагу нескладним відеоіграм, які не потребують значних витрат часу для гри та є простими в освоєнні. Жанр чи платформа не є вирішальними факторами у виборі гри.

### Нуб (англ.Noob, такожNewbie)
Сленгова назва новачків у певній грі або ж в іграх в цілому. Існують 2 похідних терміни: «новачок» (англ. newbie) — початківець гравець, який готовий вчитися і «нуб» (англ. noob) — принизливе прізвисько недосвідченого користувача відеоігор

### Хардкорний геймер (англ.Hardcore gamer)
Геймери, які витрачають значний час на гру і пов'язану культуру, себто активно спілкуються на вебсайтах, або відвідують змагання, виставки та презентації. Вони не цураються ігор, які потребують значних витрат часу та сил, виділяючи їм більшу частину свого вільного часу.

### Прогеймер (англ.Pro-gamer)
Геймер, який грає для заробітку. Абсолютна більшість ігрового часу присвячена тренуванням для участі у змаганнях з якоїсь відеогри. Різниця між прогеймером та хардкорним гравцем лежить у рівні фінансової залежності від ігор. Професійні геймери можуть підписувати контракти зі спонсорами, які будуть фінансувати витрати на змагання та тренування, в обмін на рекламу. У країнах, в яких дуже популярний кіберспорт, наприклад в Південній Кореї та Японії, гравці можуть навіть отримувати зарплатню, на додачу до призових грошей.

## Демографія геймерства

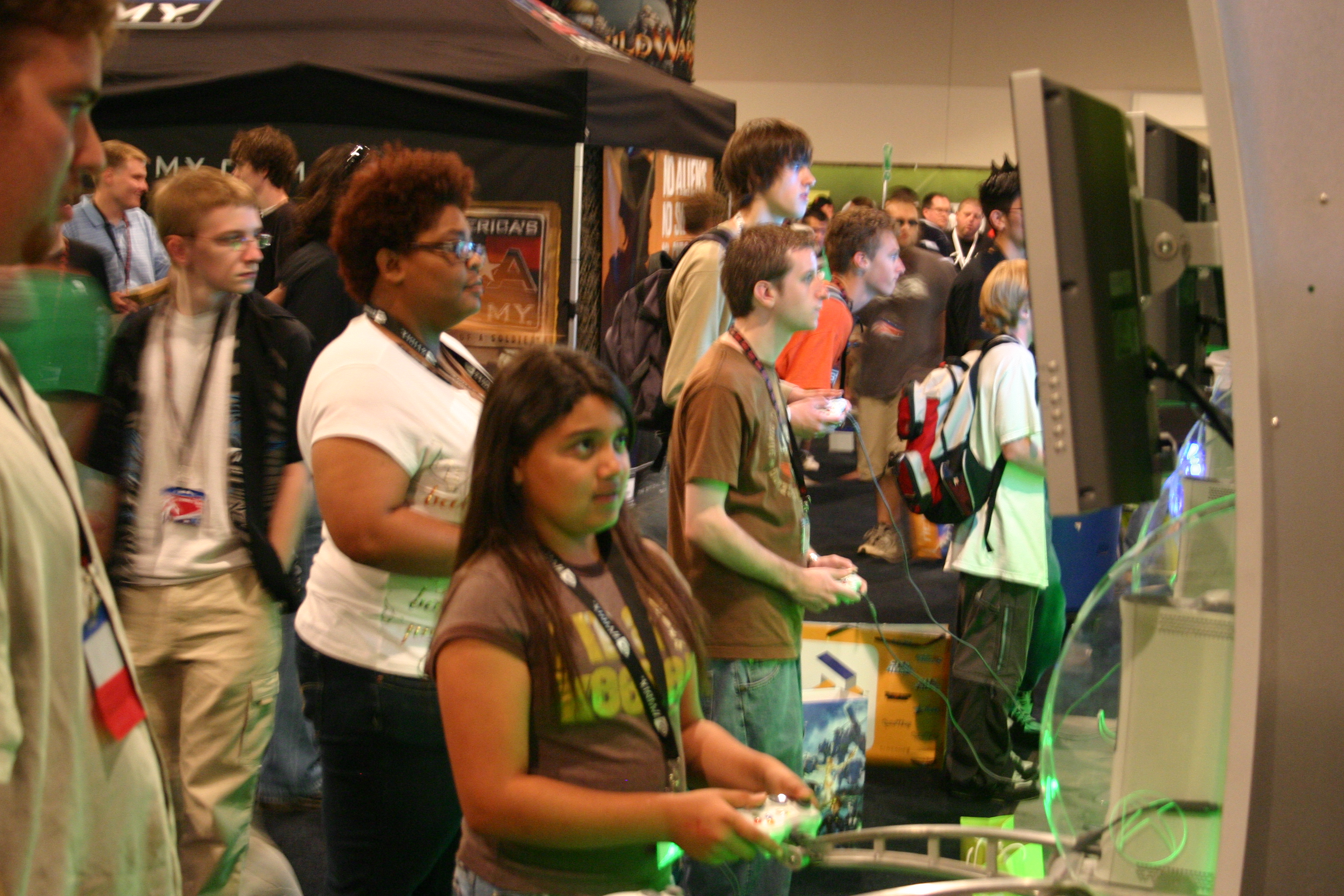
Відеоігри приваблюють людей найрізноманітнішого віку

Згідно з результатами опитувань, проведених у США Entertainment Software Association 2015 року, 155 млн американців (тобто майже половина населення США) систематично грають у відеоігри. У 4-х із 5-ти жителів наявне якесь обладнання (смартфон, ПК, гральна консоль тощо) для запуску відеоігор. Середній вік гравців склав 35 років. З них 56 % — чоловічої статі, 44 % — жіночої. Розподіл за віковими категоріями був таким:
| Вікова категорія    | %    |
| ------------------- | ---- |
| Молодші за 18 років | 26 % |
| 18–35 років         | 30 % |
| 36–49 років         | 17 % |
| 50 років і старші   | 27 % |

Головними гральними платформами стали ПК (62 %), стаціонарні гральні консолі (56 %) і смартфони (35 %). Опитування також показало, що коли геймери грають разом з іншими людьми, то віддають перевагу компанії друзів (42 %), батьків (16 %), чоловіка/дружини/партнера (15 %) та інших членів родини (21 %). 45 % з них відзначили, що спільні заняття відеоіграми сприяють проводженню часу з родиною.